# Hinderbanelöpning

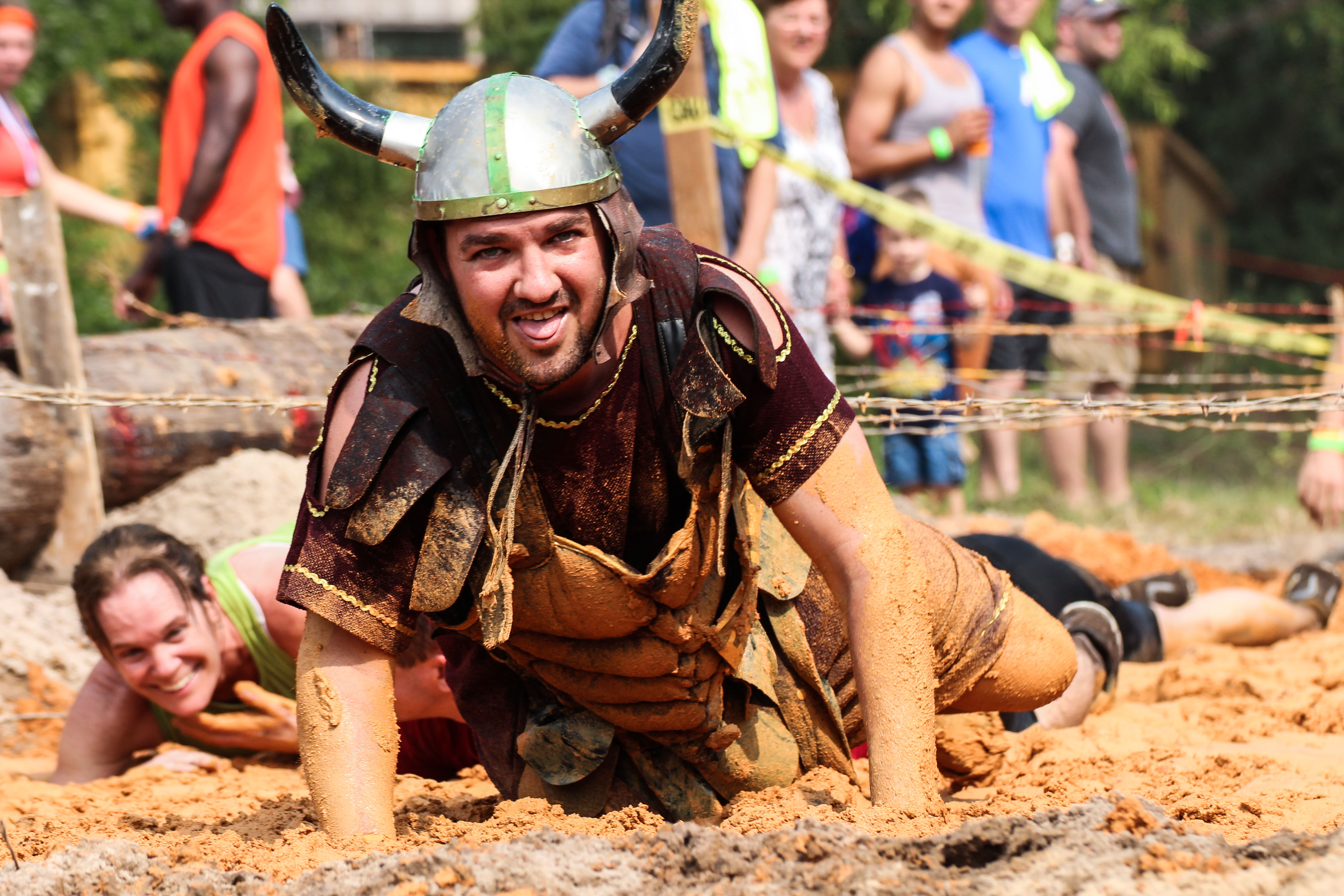

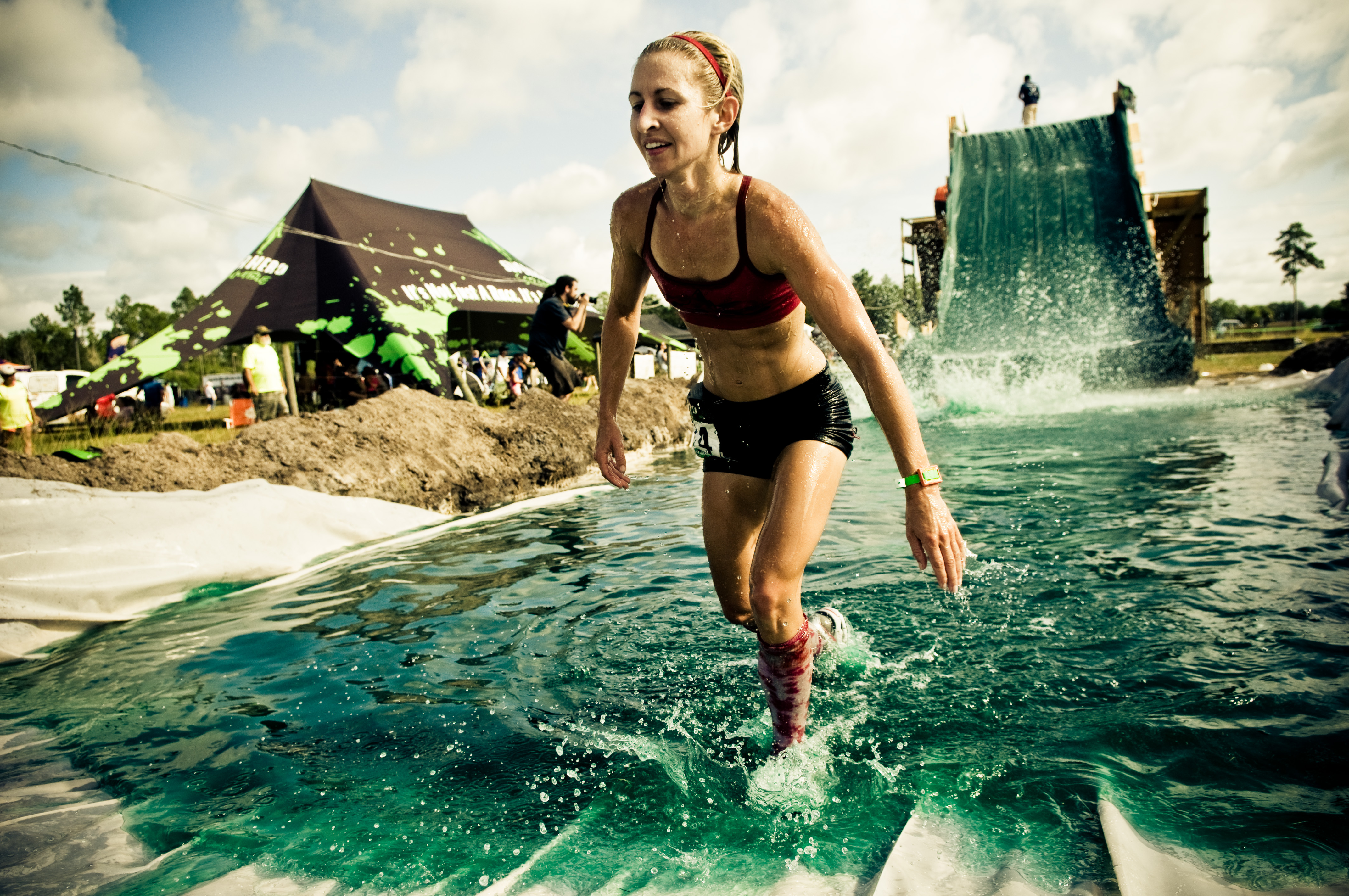

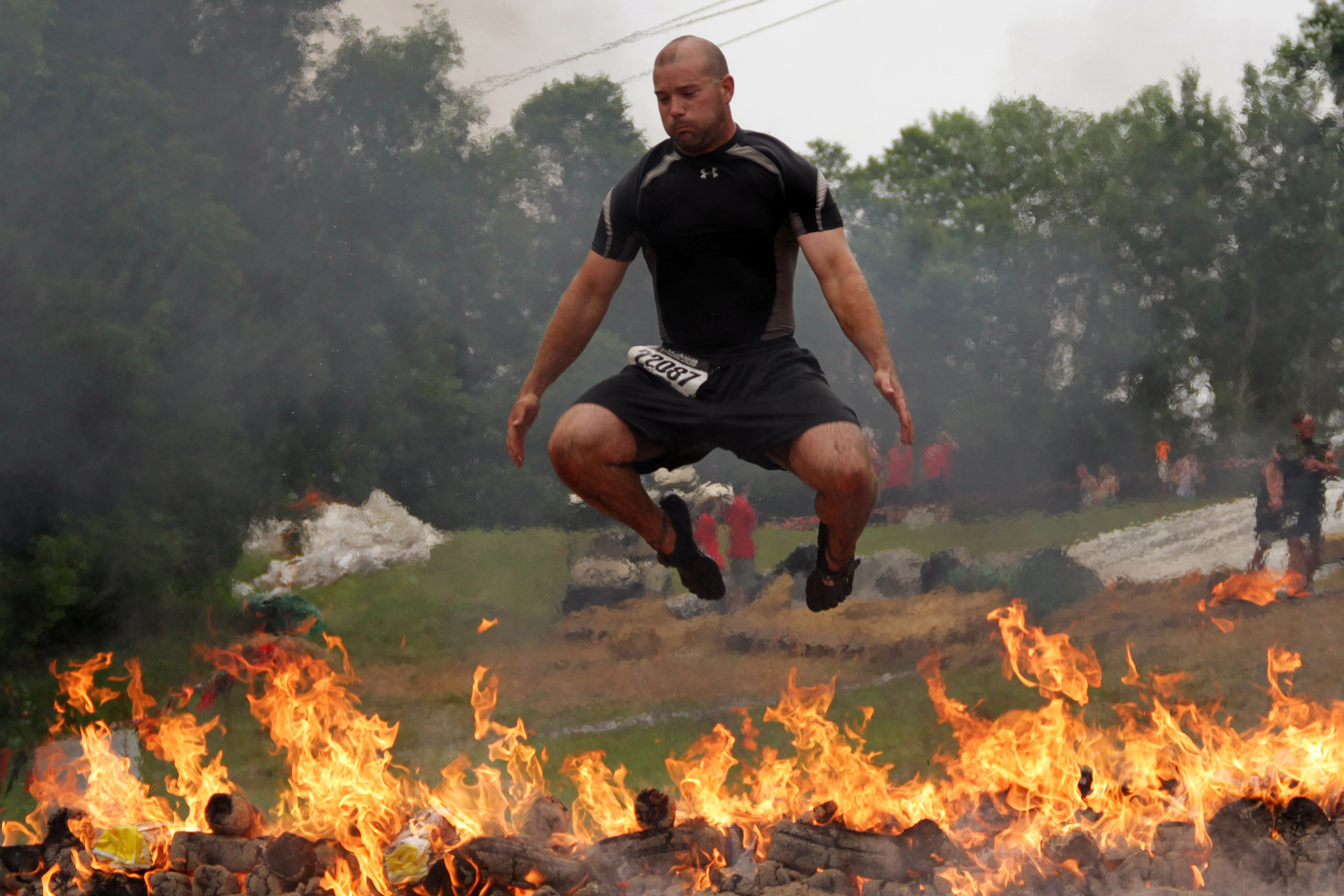

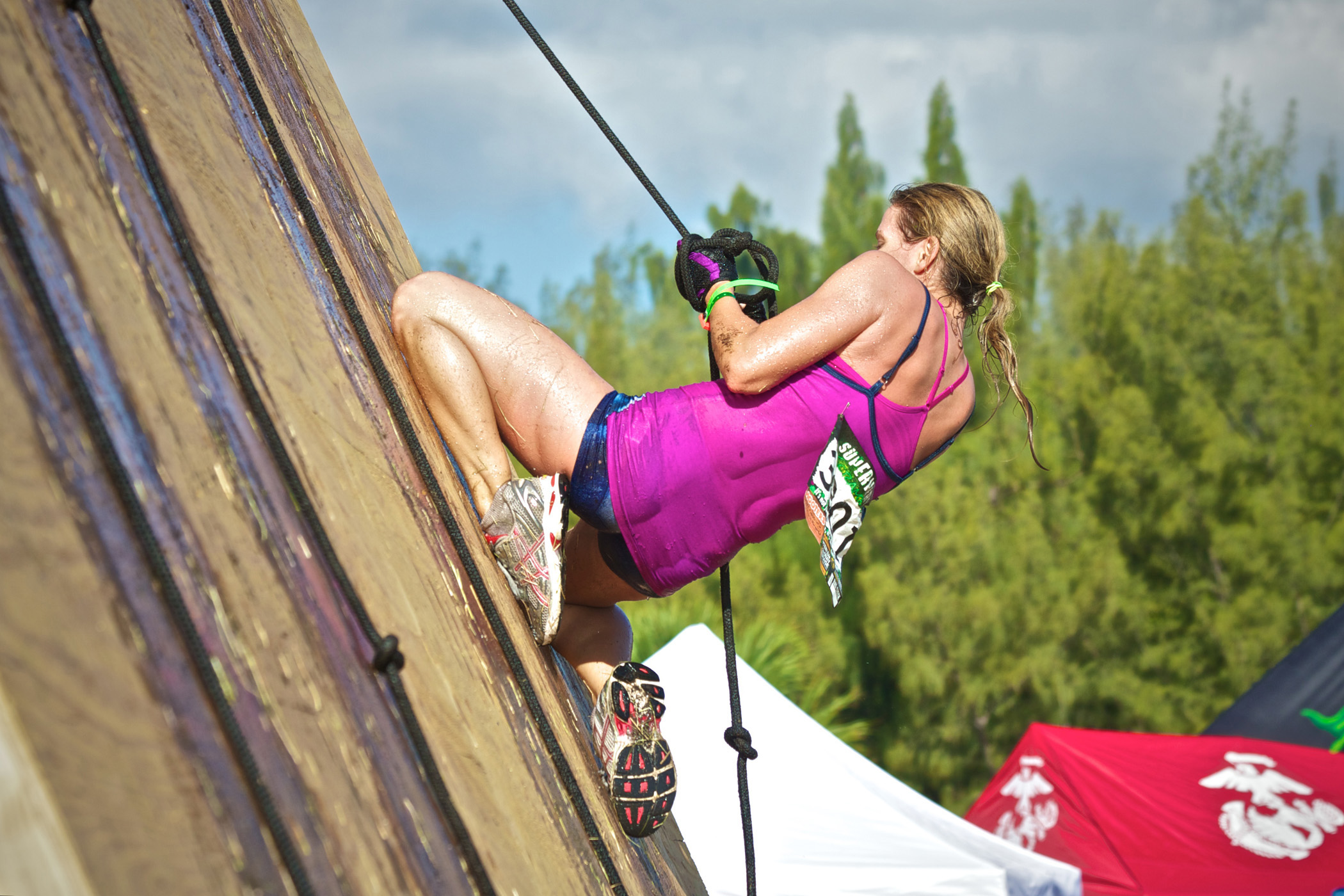

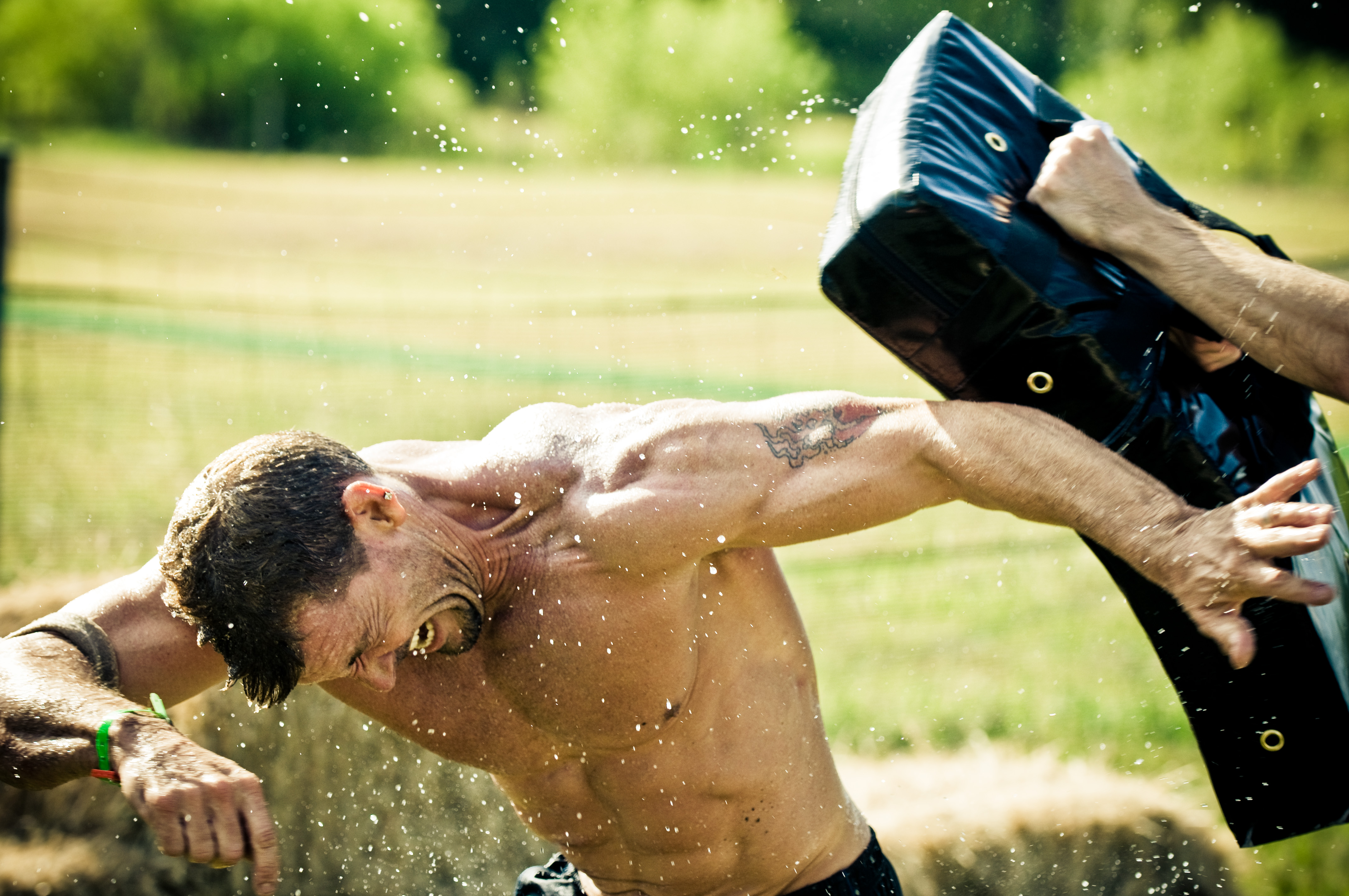

Hinderbanelöpning, eller Obstacle Course Racing (OCR), är en sport där de tävlande, till fots, måste övervinna olika fysiska utmaningar i form av en hinderbana.  2019 implementerades SOCRA (Swedish Obstacle Course Race Association) i Svenska Friidrottsförbundet på prov till och med 2026.  Det finns idag ingen standard på hur ett lopp ska se ut och därför varierar distanserna från 100 meter (ninja-lopp) upp till ultra-distanser. Dock är de flesta tävlingar ungefär 5-15km.
När det gäller underlag och i vilken terräng loppen går i så skiftar även detta. Det kan vara allt ifrån stadslopp på kullersten och asfalt till teknisk trail och ren bergslöpning. Även när det gäller antal hinder så kan det variera stort mellan de olika loppen, från ett fåtal till så många som 100 stycken. Hindren kan inkludera klättring över väggar, bära tunga föremål, olika varianter av armgång, vattenhinder, krypa under taggtråd, hoppa genom eld. Många hinder liknar dem som används vid militärträning medan andra är unika för hinderbanelöpning, och syftet är att testa uthållighet, styrka, snabbhet och skicklighet.

## Historia
Det engelska loppet Tough Guy hävdar att deras lopp är det första officiella hinderbaneloppet som gick av stapeln redan 1987. Ungefär samtidigt startade även The Survival Run i Nederländerna. I Sverige lockade OCR-loppen över 30 000 deltagare under 2017.
2017 ansökte World OCR om medlemskap i General Association of International Sports Federations (GAISF) med målet att OCR ska bli erkänd som olympisk idrott.

## Regler i hinderbanelopp
Vissa lopp har krav på att man måste klara av alla hinder för att ha en chans till vinst (så kallad armbandsprincip). Detta innebär att deltagarna får ett obegränsat antal försök att klara av varje hinder. Ger man upp får man lämna ifrån sig sitt armband men får fortsätta loppet. Bara de med armbandet kvar kan stå på prispallen. 
Andra lopp har istället för armbandsprincipen olika straff för dem som ej klarar av ett hinder. Det brukar oftast vara en extra löprunda på några hundra meter eller att man ska göra ett antal burpees innan man får fortsätta.
Om man placerar sig bra på utvalda kval-lopp kan man få representera Sverige i OCREC (hinderbane-EM) och OCRWC (hinderbane-VM).

## SOCRA
SOCRA, Swedish Obstacle Course Race Association, är en svensk ideell hinderbaneförening med ambitionen att stötta utövare av sporten hinderbana (OCR) i Sverige, såväl motionär som elit, samt främja sporten och dess tillväxt både nationellt och internationellt. SOCRA är medlem i det internationella förbundet World OCR sedan 2018.

## Svenska hinderbanelopp
- Tough Viking
- Toughest
- Action Run
- OCR 24 Sthlm
- Ultimate OCR
- Gropen Extreme
- Tylösand OCR
- Run Dirt Race
- Berzerk
- Insane OCR
- Run OCR
- Hellrun
- Tough Race
- OCR Golden Thropy